# باكيسيفالوصور
الپاكيسيفالوصور (Pachycephalosaurus) هو جنس من الديناصورات الپاكيسفالوصورية، عاش خلال فترة الطباشيري المتأخر (مرحلة الماسترخي) في ما هي الآن أمريكا الشمالية.

## وصلات خارجية
- Pachycephalosaurus in the Dinodictionary
- Pachycephalosaurus wyomingensis from National Geographic Online
- TEDx talk by Jack Horner on shape-shifting dinosaur skulls and dinosaur misclassification.